# Intensivist
Een intensivist is een medisch specialist die zich verder gespecialiseerd heeft in de intensieve zorg. Intensivisten behandelen op een intensivecareafdeling patiënten met levensbedreigende aandoeningen.

## Nederland
De aanvullende opleiding tot intensivist bestaat sinds 1994 en is sindsdien toegankelijk voor anesthesiologen, internisten, neurologen, neurochirurgen, longartsen, cardiologen en chirurgen. Verreweg de meeste intensivisten in Nederland zijn tevens internist of anesthesioloog. In Nederland wordt de opleiding aangeboden in alle academische ziekenhuizen: het VUmc, AMC, Erasmus MC, UMC Groningen, UMC Utrecht, LUMC (Leiden), Radboudumc, Maastricht UMC+ en in het niet-academische ziekenhuis OLVG. De opleiding wordt beoordeeld en gecontroleerd door de Gemeenschappelijke Intensivisten Commissie (GIC).